# Dionísio Álvaro Resende
Dionysio Álvaro Resendo (1796 — Vitória, 24 de junho de 1881) foi um político brasileiro.
Foi presidente da província do Espírito Santo por três vezes, de 28 de maio a 15 de junho de 1863, de 8 de junho de 1868 a 17 de setembro de 1869, de 13 de agosto de 1870 a 18 de fevereiro de 1871.